# マイク・ダー
マイケル・カーティス・ダー（Michael Curtis Darr、1976年3月21日 - 2002年2月15日）は、1999年から2001年までメジャーリーグベースボールのサンディエゴ・パドレスでプレーした外野手。父は1977年にトロント・ブルージェイズで1試合登板したマイク・ダー・シニア。

## 概要
カリフォルニア州・コロナで生まれ育ったダーは、1994年にデトロイト・タイガースの1994年のMLBドラフト2巡目、全体52位で指名された。 1997年シーズンの前にサンディエゴ・パドレスにトレードされ、1999年にMLBデビューを果たした。 2000年にパドレスで58試合をプレーした翌2001年にチームの開幕戦の右翼手に指名され、8月まで同ポジションでレギュラーだった。
2002年の春季トレーニングの期間中にアリゾナ州ピオリアでの自動車の単独事故で、元マイナーリーガーであるデュアン・ジョンソンと共に死亡した。運転手だったダーは、血中アルコール濃度が法定限度を超えており、シートベルトを着用していなかった。
メジャー通算で188試合に出場、打率.273、5本塁打、67打点、出塁率.353、17盗塁だった。

## プロ入り前
マイケル・カーティス・ダーは、1976年3月21日にカリフォルニア州コロナで産まれた 。父親のマイク・ダー、シニアは、1977年にトロント・ブルージェイズで1試合に登板している。
学生時代のダーは、後にNFLの選手やコーチとなるダリン・チャベリーニと、 UCLAフットボールチームのアシスタントコーチを務めるドン・ジョンソンの息子でマイナーリーグベースボールの選手のデュアン・ジョンソンと幼馴染だった。コロナ高校にいる間、ダーは薬物乱用に苦しんだ。彼はジョンソン一家と一緒に住むようになり、ドンはダーをカウンセリングに連れて行き、麻薬中毒を克服するのを助けた 。
1994年に高校を卒業し、高校時代の恋人であるナタリーと結婚した  。

## デトロイト・タイガース（1994–96）
1994年、ダールはデトロイト・タイガースの2巡目、全体52位で指名され、入団した 。
この年のドラフトでサンディエゴは2巡目、全体37位で2000年にアメリカンリーグの本塁打王を獲得するトロイ・グロースを指名したが、アトランタオリンピックに出場するために入団を拒否した。
この年のドラフトでロサンゼルス・ドジャースは2巡目、全体47位に2003年に読売巨人軍、2005年に東北楽天ゴールデンイーグルスに所属するゲーリー・ラスを、シアトル・マリナーズは2巡目、全体48位で2002年と2003年に阪神タイガース、2004年にオリックスブルーウェーブに所属するトレイ・ムーアを指名し、いずれも入団している。
入団後、ルーキークラスアパラチアンリーグのブリストル・タイガースに所属し、打率.275 23得点、41安打、1本塁打、18打点を記録した。
1995年はシングルAサウス・アトランティックリーグのファイエットビル・ジェネラルズに昇格し、112試合に出場し、打率.289、58得点、114安打、5本塁打、66打点を記録した。 
1996年、シングルAアドバンストフロリダ・ステートリーグのレイクランド・タイガースで85試合に出場し、打率.248、26得点、77安打、0本塁打、38打点を記録した 。 
1997年の春季トレーニング後半の3月22日にマット・スクルメタと共にジョディ・リードとのトレードでサンディエゴ・パドレスに移籍した。

## サンディエゴ・パドレス

### シングルAアドバンストおよびダブルA（1997–98）
1997年にシングルAアドバンストカリフォルニアリーグのランチョクカモンガ・クエークスに在籍した。この年、ダーは打率.344（マイク・ストーナーの.358、マイク・ミッチェルの.350、トッド・ウィルソンの.345に次ぐ4位）、104得点（ストーナーの115とティム・ガーランドの106に次ぐリーグ3位）、15本塁打、179安打（ストーナーの203に次ぐリーグ2位）、94打点（リーグ7位）、23盗塁、7盗塁死を記録した 。
1998年、ダーはダブルAサザンリーグのモービル・ベイベアーズに一年を通して在籍した。この年、ダーは打率.310（リーグ8位）、6本塁打、105得点（ゲーブ・キャプラーの113に次ぐリーグ2位）、162安打（ゲーブ・キャプラーの176、カルロス・リーの166、ロバート・フィックの164に次ぐリーグ4位）、および90打点（リーグ6位）、盗塁28（リーグ6位）8盗塁死を記録した 。

### マイナーとメジャー（1999–2000）
ダーは1999年シーズンをトリプルAパシフィックコーストリーグ（PCL）のラスベガス・スターズでスタートさせたが、5月にパドレスに昇格した  。
5月23日にシンシナティレッズに6対2で敗れた9回にルーベン・リベラの代打としてメジャーリーグデビューを果たした。尚、この打席では三振だった。翌日のアリゾナ・ダイヤモンドバックス戦で初先発出場を果たし、アンディ・ベネスからの単打でメジャー初安打を記録した。試合は6-5の敗北を喫した。6月8日のオークランド・アスレチックスとのインターリーグで、ティム・ハドソンからソロ本塁打を放ちメジャー初本塁打を記録した。試合はパドレスが5-3で勝利している 。
その後も右翼手として先発出場をしていたが、6月13日にトニー・グウィンが故障者リスト復帰した際にラスベガスに降格した 。そして セプテンバー・コールアップでメジャーに再昇格し、主に右翼手の守備固めとして起用された。

この年、トリプルAでは100試合に出場し、打率.298、57得点、114安打、10本塁打、62 打点、10盗塁（3盗塁死）を記録した。 
また、サンディエゴでは25試合で、打率.271、6得点、13安打、2本塁打、3打点を記録した。 
2000年シーズンは4月にパドレスで5試合プレーしたが、シーズンの最初の4か月のほとんどをラスベガスで過ごした 。しかし、パドレスが7月31日にレフトのレギュラーだったアル・マーティンをトレードで放出したため、外野手に欠員が生じたことからサンディエゴに再昇格し、シーズン終了までパドレスの右翼手のレギュラーとして起用された。8月1日の再昇格初日のフィラデルフィア・フィリーズ戦でロバート・パーソンから2ランの本塁打を放った 。
ダーはこの年ラスベガスで91試合に出場し、打率.344、79得点、126安打、9本塁打、65 打点、13盗塁を記録した 。
また、パドレスでは58試合出場、打率.268、21得点、55安打、1本塁打、30打点、9盗塁、１盗塁死を記録した 。

### メジャーリーグでのフルシーズン（2001）
2001年開幕戦で右翼手として自身初の開幕スタメンとなった   が、5月2日から23日まで故障者リスト入りリスト入りしていた 。復帰後の6月7日のサンフランシスコ・ジャイアンツ戦で4安打4打点を記録し 、それ以降も右翼手のレギュラーを務めた。
しかし、8月に先発を外れる機会が増え始め、9月には完全な控えとなった。結果的にこのシーズンから加入したババ・トランメルにレギュラーを奪われる形となった  。
シーズンでは105試合に出場し、打率.277、80安打、2本塁打、34打点を記録した。
ダーは守備のスキルは高かったが、打撃が余りにも非力だった（シーズン80安打中、長打は二塁打13、三塁打1、本塁打2の僅か16本しか無いが72三振を喫している）ことがレギュラー剥奪の原因だった。
先述の通り、2001年シーズンは2本塁打を打っただけだったが、両方ともチームの勝利を「直接的」に導くホームランだった。1本目は8月16日のニューヨーク・メッツ戦で8回裏にリック・ホワイトから打った逆転2ランホームランだった。このホームランが決勝点となってサンディエゴは6-5で勝利し、チームは勝率5割に復帰した 。
2本目は9月22日のジャイアンツ戦の延長10回にブライアン・ベーリンガーから打った代打サヨナラホームランであり（尤も打球を遠くに飛ばしたわけではなく、センターを守っていたケルビン・マレーのグラブによるアシストがあってスタンドインしたものだった）、サンディエゴが4–3で勝利した。そして、この勝利でまたしてもチームは勝率5割に復帰している 。

## 死
パドレスのファンからは、ダーが近い将来チームの黄金期を支える若い選手の一人になることを望まれていた。
しかし、スプリングトレーニング中の2002年2月15日、ダーはアリゾナ州ピオリアで自動車の単独事故を起こした。彼はこの時の運転手であり、血中アルコール濃度は法定限度を超えていた。更にシートベルトを着用していなかった為、ダーと同乗者でダーの幼馴染でもあった元マイナーリーガーのデュアン・ジョンソンが事故死した。同乗していたが、安全ベルトを着用していたマイナーリーグの投手ベン・ハワードは、軽傷を負っただけだった 。ハワードは2か月後にパドレスでデビューし、メジャーリーグで3シーズン投げている 。
パドレスのほぼ全員がダーの葬式に参列し、カリフォルニア州リバーサイドのクレストローン記念公園に埋葬された。ダーの死後、妻と2人の息子、マイケル・ジュニアとマシューが遺された  。
2002年のシーズン中、パドレスはユニフォームの右袖にダーの背番号だった「26」がデザインされた黒い円のパッチを着けていた。野球の歴史家フランク・ルッソによると、「彼は球場でのユーモアと強烈さ、そしてゲームへの愛情で知られていた。」述べている 。
この背番号「26」は2006年にダグ・ブロケイルが付けるまで空き番号となった。